# Bielek László
Bielek László (Kiszucaújhely, 1744. augusztus 24. – Kőszeg, 1807. november 14.) piarista pap, tanár.

## Élete
Nemes szülőktől származott; a humaniorák elvégzése után 1764. október 3-án a kegyesrendiek társaságába lépett és 1773. március 12-én felszentelték áldozópappá. Több évig tanított, mire az egyetemen bölcselettudor lett. 1776–1782-ben a nyitrai gimnázium tanára volt, 1792–1795-ben Máramarosszigeten tanított bölcseletet, matematikát és történetet. Ezután rector, plébános és magyar hitszónok lett Debrecenben, Kalocsán és Nagykárolyban; majd 1800–1803 között Veszprémben, Máramarosszigeten volt vicerector. 1803 augusztusában a nyitrai piarista rendház alvikáriusának nevezték ki. 1805-ben Selmecen volt aligazgató.
Egyebek mellett korának divatos műfaját, az epigrammát művelte. Epigramma-gyűjteményében (Epigrammatum libri III [Epigrammák három könyve], Pest, 1789) főként rendtársai, például Hannulik, Horányi Elek, Pállya István szerepelnek. Voltaire ellen 20 epigrammát írt.

## Művei
1. Epigrammatum libri III. Pesthini, 1789
2. Erkölcsi oktatás. 1. rész. Kassa. 1792
3. Mária tisztelője szent István magyar király. Pest. 1795 (Szegeden 1783-ban mondott egyházi beszéd Napraforgó virág szerzője ellen. Kézirata az Országos Széchényi Könyvtárban)
4. Szent István magyar király igaz romai katholikus. Uo. 1795
5. Majores hungarorum, Pars I. Analecta II. Comit. Bihar. et Trenchin. Liber regius, 1552. Uo. 1796 (Censurai példány az OSZK-ban)
6. Ad rev. patrem Joan. Nep. Jankovits. Colocae, 1797
7. A t. varbói Kruspér Elisabethahoz, nagy-kászonyi Kászonyi Ferencz úr élete párjához. Uo. 1797 (költemény)
8. Rev. dno Martino Takáts in ec cl. Colocensi canonico (Kalocsa, 1797)
9. Urnapi beszéd, melyet Debreczen városában tartott az Igazság Pajssa szerzője ellen. Pozsony és Pest, 1797
10. Ex parte altera ejusdem arboris trunci, duo genii Hungariae… H. n. (1798)
11. Illustr. dno libero baroni Josepho Bernyákovits de Olovatz. Colocae (1798)
12. Rev. dno Stephano Katona… Uo. (1798)
13. Rev. dno Petro Klobusiczky de aedem… Uo. 1798
14. Piramis honoribus excell. ac rev. dni Ladislai e com. Kolonits de Kollegrad. H. n., 1798
15. Arany gondolatok. Bécs, 1800 (Németből szabadon ford. Ism. Religio 1870. I. 41. sz.) Online
16. Vér szeme a religiónak. Bécs, 1801 (ford.)
17. Ad diem onomasticum rev. dni Antonii Kapuvári. Veszpremii. 1802 (költemény)
18. Epithaphium ad solennia Josephi Bajzáth de Pészak episcopi Veszprémiensis. Uo. 1802
19. Ordinis s. Benedicti postliminio in Hungaria restituti. Uo. 1802 (költemény)
20. Elogium ad solennia justa Josephi Tengler episcopi Jauriensis. Uo. 1802
21. A kegyes áhitatosságnak tárháza. Vácz, 1803 (Fuchs Xaver Ferenc után ford.)
22. Az öreg Tóbiásnak élete. Uo. 1803
23. Ad onomasim Emerici Nedeczky canonicii. Schemnicii, 1804
24. A róm. kath. catechismus. Nagyszombat, 1804
25. Sermo extemporaneus habitus ad Ferd. Grötschel. Uo. 1805
26. Oktató és imádságos könyvecske. Nagyszombat, 1805
27. Samariai asszony és kegyes édesdeden megtérő Jézus. Ford. Uo. 1806
28. Ad excell. archi praesulem Colocensem Ladislaum e com. Kolonits. H. és év n.
29. Rövid jelentése a minden esztendőben tartani szokott áhitatosságnak Selmecz városának Kalvária hegyén, 1806 (németből ford.)
30. (2. kiadás. Uo. 1837. és kijavítva Pest, 1863)
31. Bessenyei Györgyöt dicsérő verse van Debrecen, 1796. január 21.  Milton Elveszett paradicsoma I. darabjának 2. levelén.